# CCN-Overseas Liberty Fund
CCN-Overseas Liberty Fund és un fons d'inversió que té la finalitat d'oferir liquiditat a empreses amb seu social a Catalunya i les Illes Balears i Pitiüses. El fons fou creat pel Cercle Català de Negocis i GSX, empresa filial del grup Mangla, l'any 2017.
Els actius immobiliaris que integren el fons són immobles amb activitat econòmica que provenen principalment del sector comercial i industrial. Es preveu que el fons es pugui comercialitzar a partir del primer trimestre de 2018.